# Санта-Марія-де-ла-Вега
Санта-Марія-де-ла-Вега (ісп. Santa María de la Vega) — муніципалітет в Іспанії, у складі автономної спільноти Кастилія-і-Леон, у провінції Самора. Населення — 400 осіб (2010).
Муніципалітет розташований на відстані близько 260 км на північний захід від Мадрида, 65 км на північ від Самори.

## Демографія
Динаміка населення (INE ):